# Apocheima tauaria
Apocheima tauaria là một loài bướm đêm trong họ Geometridae.